# Sarcophaga lomagundica
Sarcophaga lomagundica är en tvåvingeart som först beskrevs av Boris Borisovitsch Rohdendorf 1963.  Sarcophaga lomagundica ingår i släktet Sarcophaga och familjen köttflugor.
Artens utbredningsområde är Zimbabwe. Inga underarter finns listade i Catalogue of Life.